# Chilodes bipunctata
Chilodes bipunctata är en fjärilsart som beskrevs av Adrian Hardy Haworth 1812. Chilodes bipunctata ingår i släktet Chilodes och familjen nattflyn. Inga underarter finns listade i Catalogue of Life.